# Список населённых пунктов Починковского района Нижегородской области
| Образование                   | Населённые пункты в составе образования                                                  |
| ----------------------------- | ---------------------------------------------------------------------------------------- |
| Азрапинский сельсовет         | с. Азрапино д. Виноградовка д. Воздвиженка д. Романовка                                  |
| Василево-Майданский сельсовет | с. Василев Майдан п. Арзинка п. Борисовский п. Емельяновский п. Лобан п. Широковский     |
| Василевский сельсовет         | с. Василевка                                                                             |
| Дубровский сельсовет          | с. Дуброво                                                                               |
| Ильинский сельсовет           | п. Ужовка с. Байково п. Журавлиха с. Ильинское п. Осиновка п. Сырятинский                |
| Коммунарский сельсовет        | п. Коммунар д. Алексеевка п. Кобыленка с. Новониколаевка д. Новотроицкое                 |
| Кочкуровский сельсовет        | с. Кочкурово п. Новониколаевский                                                         |
| Криушинский сельсовет         | с. Криуша                                                                                |
| Мадаевский сельсовет          | с. Мадаево п. Каменка п. Ленгуши с. Новое Урюпино с. Роганиха с. Суворовка               |
| Маресевский сельсовет         | с. Маресево с. Дивеев Усад д. Наталинка д. Рудня п. Старина п. Ясная Поляна              |
| Наруксовский сельсовет        | с. Наруксово                                                                             |
| Никитинский сельсовет         | с. Никитино с. Шишадеево                                                                 |
| Панкратовский сельсовет       | с. Панкратово д. Взовка с. Ивашевка с. Любимово                                          |
| Пеля-Хованский сельсовет      | с. Пеля-Хованская д. Анютино с. Вьюшкино п. Ягодный                                      |
| Починковский сельсовет        | с. Починки с. Новоспасское п. Осинки п. Пенькозавода                                     |
| Пузско-Слободский сельсовет   | с. Пузская Слобода п. Круглый п. Масалки с. Новая Березовка с. Пахотный Усад с. Сырятино |
| Ризоватовский сельсовет       | с. Ризоватово с. Малая Пуза                                                              |
| Саитовский сельсовет          | с. Саитовка с. Пеля-Казенная                                                             |
| Симбуховский сельсовет        | с. Симбухово с. Акаево с. Журавлиха д. Каменка п. Новоалексеевский                       |
| Тагаевский сельсовет          | с. Тагаево д. Зеленая Роща д. Кармалей                                                   |
| Ужовский сельсовет            | с. Ужово п. Муравей                                                                      |
| Учуево-Майданский сельсовет   | с. Учуево-Майдан с. Константиновка с. Новомихайловка д. Садовка                          |
| Шагаевский сельсовет          | с. Шагаево                                                                               |

## Источник
Населённые пункты Починковского района